# Aeroportul Internațional Zhukovsky
Aeroportul Internațional Zhukovsky (IATA: ZIA, ICAO: UUBW) este un aeroport din Zsukovszkij városi körzet⁠(d), Moscova, Rusia ce deservește zona Moscova. Aeroportul a fost tranzitat în 2022 de 1.400.000 de pasageri. A fost deschis în 30 mai 2016.
Situat la o altitudine de 123 m, aeroportul dispune de 1 pistă și ocupă o suprafață de 17.600 m².

## Infrastructură

### Piste
Aeroportul dispune de o singură pistă. Pista 12/30 are suprafața de beton și dimensiunile 4.600 m × 70 m. 